# 73. pěší pluk
Císařský pěší pluk č. 73 (německy k.u.k. Infanterieregiment „Albrecht von Württemberg“ Nr. 73) byl pěchotním plukem armády Rakousko-Uherska.

## Vznik jednotky
Pluk by založen roku 1. února 1860, kde by I. prapor postaven ze III. praporu 35. pěšího pluku z Plzně, II. prapor byl sestaven ze III. praporu 42. pěšího pluku z Chomutova a III. prapor by sestaven z dovolenkářů 35. a 42. pěšího pluku.

### Verbovací obvod
Od roku 1860 byl pluku přidělen Cheb a západní Čechy

### Egalizační barva
V roce 1860 - výložky: třešňová červeň, knoflíky: zlaté

## Významné bitvy

### Prusko-rakouská válka
Pluk se účastnil bitvy u Jičína a bitvy u Hradce Králové.

### První světová válka
IR 73 spadal do VIII. sboru, do 18. pěší brigády a 9. pěší divize

### Majitelé pluku
| číslo. | jméno                              | doba vlastnictví        |
| ------ | ---------------------------------- | ----------------------- |
| 1.     | Alexander hrabě Mensdorff-Pouilly  | 20. leden 1860 až 1865  |
| 2.     | Vilém Mikuláš vévoda Württemberský | 16. květen 1865 až 1896 |
| 3.     | Albrecht vévoda Württemberský      | 1898 až 1918            |

### Velitelé pluku
- 1860–1863 Josef Dormus von Kilianshausen
- 1863–1866 Karl Ludwig Serinny
- 1866–1872 Johann Brenneis
- 1872–1876 Johann von Herget
- 1876–1879 Anton Hiltl
- 1879–1882 Ferdinand Pittoni von Dannenfeldt
- 1882–1886 Ferdinand Pachner von Eggenstorff
- 1886–1889 Wilfried von Pistor
- 1889–1892 Ladislaus Halper von Szighet
- 1892–1897 Julian Sloninka von Holodow
- 1897–1902 Otto von Riedlechner
- 1902–1905 Viktor Fiebich
- 1905–1910 Karl von Lukas
- 1910–1914 Adolf Brunswik de Korompa
- 1914–1918 Karl Wilde